# Bassozetus werneri
Bassozetus werneri är en fiskart som beskrevs av Nielsen och Merrett 2000. Bassozetus werneri ingår i släktet Bassozetus och familjen Ophidiidae. Inga underarter finns listade.